# Список послов США на Украине
История американо-украинских дипломатических отношений начинается с 1992 года после того, как 24 августа 1991 года Верховная Рада провозгласила независимость Украины.
Соединённые Штаты Америки признали Украину как независимое государство 26 декабря 1991 года, американское посольство в Киеве было установлено 23 января 1992 года с временным поверенным в делах Джоном Гундерсеном (англ. Jon Gundersen). Первый посол был назначен в мае 1992 года.

## Список послов
| #  | Изображение | Посол (годы жизни)                                              | Дата назначения  | Дата вручения верительных грамот | Конец миссии    | С.             |
| -- | ----------- | --------------------------------------------------------------- | ---------------- | -------------------------------- | --------------- | -------------- |
| —  |             | Джон Гундерсен Jon Gundersen (род. 1945) (временный поверенный) | 23 января 1992   |                                  | 11 мая 1992     | [ К 1 ] [ 1 ]  |
| 1  |             | Роман Попадюк Roman Popadiuk (род. 1950)                        | 11 мая 1992      | 4 июня 1992                      | 30 июля 1993    | [ 2 ]          |
| 2  |             | Уильям Грин Миллер William Green Miller (1931—2019)             | 16 сентября 1993 | 21 октября 1993                  | 6 января 1998   | [ 3 ]          |
| 3  |             | Стивен Пайфер Steven Pifer (род. 1953)                          | 10 ноября 1997   | 20 января 1998                   | 9 октября 2000  | [ 4 ]          |
| 4  |             | Карлос Паскуаль Carlos Pascual (род. 1959)                      | 15 сентября 2000 | 22 октября 2000                  | 1 мая 2003      | [ 5 ]          |
| 5  |             | Джон Хёрбст John Herbst (род. 1952)                             | 1 июля 2003      | 20 сентября 2003                 | 26 мая 2006     | [ 6 ]          |
| 6  |             | Уильям Тейлор William Taylor (род. 1947)                        | 30 мая 2006      | 21 июня 2006                     | 23 мая 2009     | [ 7 ]          |
| 7  |             | Джон Теффт John Tefft (род. 1949)                               | 23 ноября 2009   | 7 декабря 2009                   | 9 июля 2013     | [ 8 ]          |
| 8  |             | Джеффри Пайетт Geoffrey Pyatt (род. 1963)                       | 25 июля 2013     | 15 августа 2013                  | 18 августа 2016 | [ 9 ] [ 10 ]   |
| 9  |             | Мэри Йованович Marie Yovanovitch (род. 1958)                    | 18 августа 2016  | 23 августа 2016                  | 20 мая 2019     | [ 11 ]         |
| 10 |             | Джозеф Пеннингтон Joseph Pennington (временный поверенный)      | 20 мая 2019      |                                  | 28 мая 2019     | [ К 2 ]        |
| 11 |             | Кристина Квин Kristina Kvien (временный поверенный)             | 28 мая 2019      |                                  | 17 июня 2019    | [ К 3 ] [ 12 ] |
| 12 |             | Уильям Тейлор William Taylor (род. 1947) (временный поверенный) | 17 июня 2019     |                                  | 1 января 2020   | [ К 4 ]        |
| 13 |             | Кристина Квин Kristina Kvien (род. 1965) (временный поверенный) | 2 января 2020    |                                  | 29 мая 2022     | [ К 5 ] [ 13 ] |
| 13 |             | Бриджит Бринк (род. 1969)                                       | 18 мая 2022      | 30 мая 2022                      | 10 апреля 2025  | [ 14 ] [ 15 ]  |

## Комментарии
1. ↑  Временный поверенный в делах США на Украине.
2. ↑  Временный поверенный в делах США на Украине.
3. ↑  Временный поверенный в делах США на Украине.
4. ↑  Временный поверенный в делах США на Украине.
5. ↑  Временный поверенный в делах США на Украине.